# Byrsonima bucidifolia
Byrsonima bucidifolia är en tvåhjärtbladig växtart som beskrevs av Paul Carpenter Standley. Byrsonima bucidifolia ingår i släktet Byrsonima och familjen Malpighiaceae. Inga underarter finns listade i Catalogue of Life.